# باوني (إيطاليا)
باوني (بالإيطالية: Baone)‏ هي بلدية في مقاطعة باذوة، منطقة فنيتة بشمال شرق إيطاليا.
تقع على بعد 50 كيلومترًا (31 ميلًا) جنوب غرب مدينة البندقية، و25 كيلومترًا (16 ميلًا) جنوب غرب باذوة.